# Сасса Наримаса
Сасса Наримаса (佐々 成政?, 6 февраля 1536 — 7 июля 1588) — японский военачальник периодов Сэнгоку-Дзидай и Адзути-Момояма. Также был известен под именем «Кура-но-сукэ» (内蔵助).

## Биография

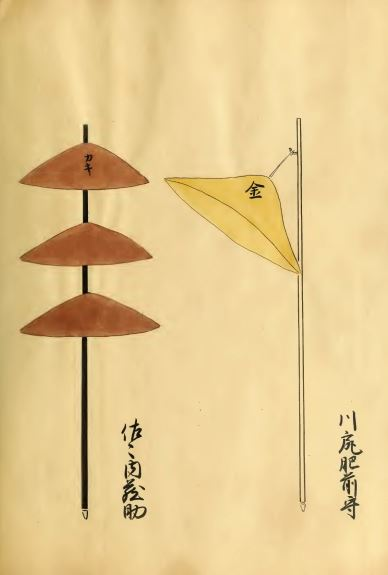
боевой штандарт

Родился в Ники-су (Нагоя) в провинции Овари. В 1550 году Сасса Наримаса поступил на службу к полководцу Оде Нобунаге и стал первым из числа его «черных хоро». В 1575 году вместе с Маэдой Тосииэ командовал отрядом аркебузиров битве при Нагасино против Такэды Кацуёри. Получил от Оды Нобунаги в награду домен Футю в провинции Эттю с доходом 100 000 коку. Сасса Наримаса обосновался в замке Тояма, став ближайшим соседом Маэды Тосииэ.
В 1582 году после гибели своего господина Оды Нобунаги Сасса Наримаса перешёл на сторону его второго сына Оды Нобуо в его противостоянии с Тоётоми Хидэёси. В 1584 годах участвовал в битве при Комаки и Нагакутэ, сражаясь на стороне Токугавы Иэясу против Тоётоми Хидэёси. В битве у замка Суэмори Маэда Тосииэ одержал победу над своим соседом Сассой Наримасой. После победы Маэда Тосииэ подчинил своей власти провинции Кага и Ното.
В 1585 году Тоётоми Хидэёси начал военную кампанию против мятежного Сассы Наримасы. С другой стороны на владения Наримасы напал Уэсуги Кагэкацу, преемник Уэсуги Кэнсина. Маэда Тосииэ одержал вторую победу над Сассой Наримасой, поделав стремительный бросок через горные перевалы. Наримаса был окружен противником в своём замке Тояма. Однако Тоётоми Хидэёси примирился с Наримасой, лишил его прежнего домена Футю и передал ему взамен провинцию Хиго на острове Кюсю.
В июле 1588 года по распоряжению Тоётоми Хидэёси Сасса Наримаса вынужден был совершить харакири.
Его дочь вышла замуж за кугэ Такацукаса Нобуфуса (1565—1657) и стала матерью кугэ Такацукаса Нобухиса (1590—1621).